# Туризм у Башкортостані
Туризм у Башкортостані — галузь економіки суб'єкта, що займається наданням туристичних послуг населенню.

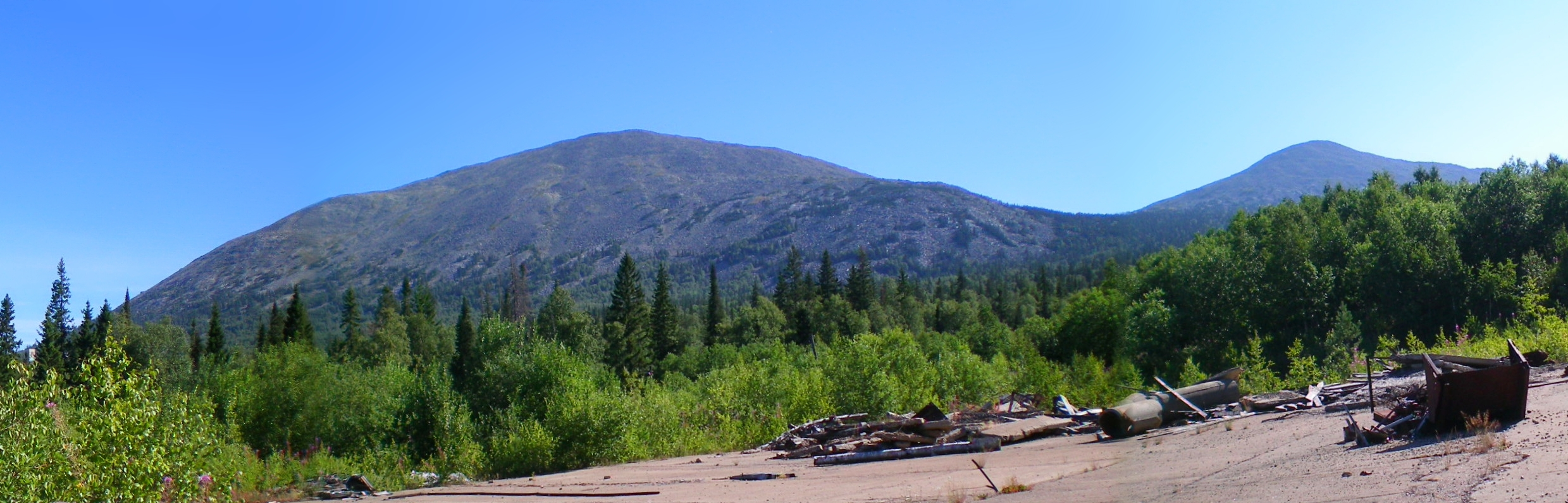
Гора Ямантау

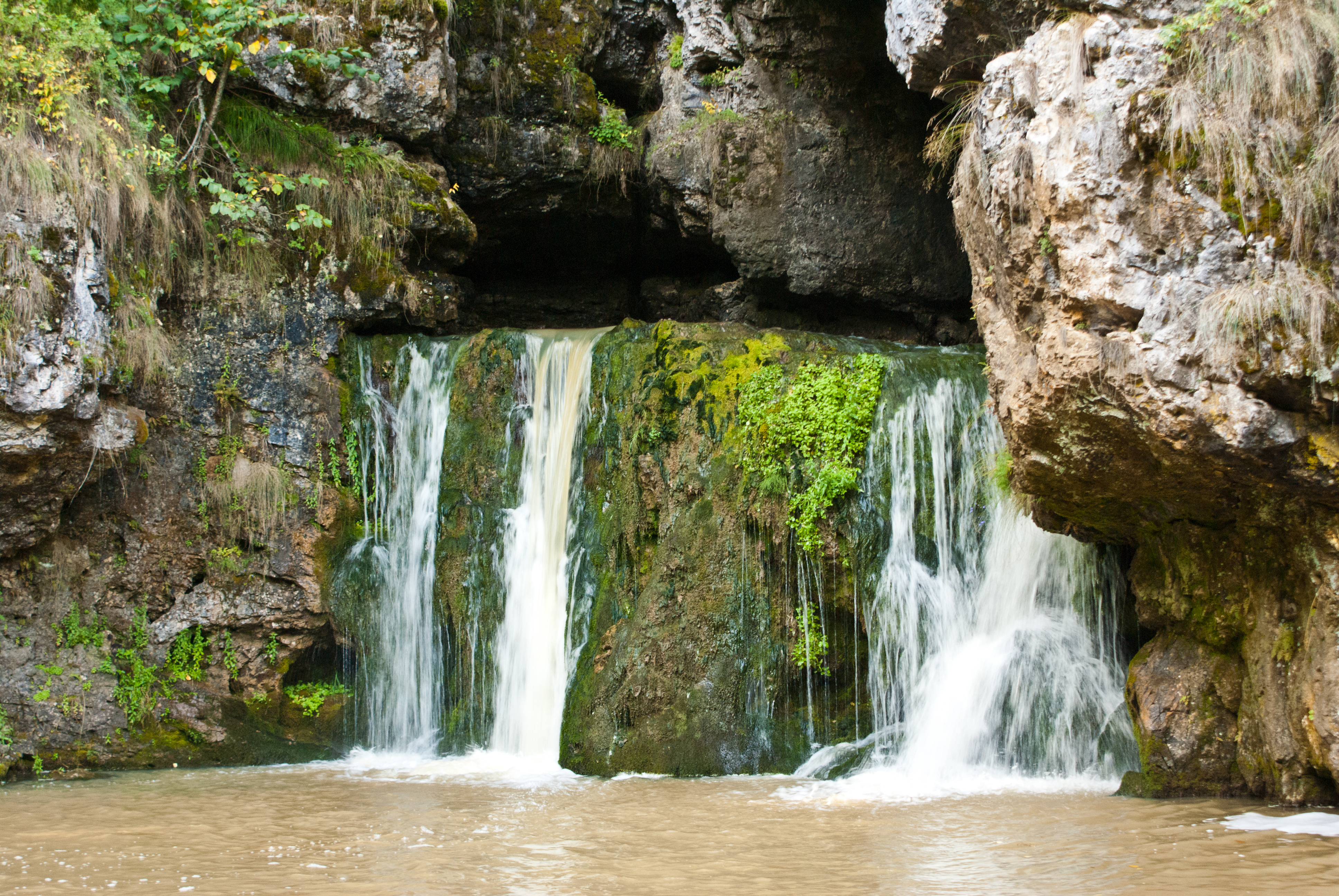
Водоспад Атиш і вхід до однойменної печери

Розвитку туризму в Башкортостані сприяють наявність унікальних природних об'єктів, пам'яток історії, культури і мистецтва та розвинена інфраструктура.

## Історія розвитку галузі

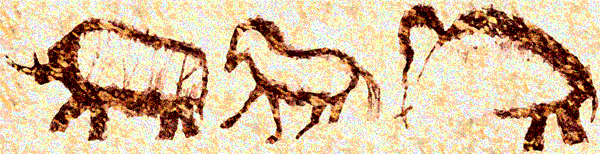
Наскельні малюнки епохи палеоліту в Каповій печері (Шульганташ).

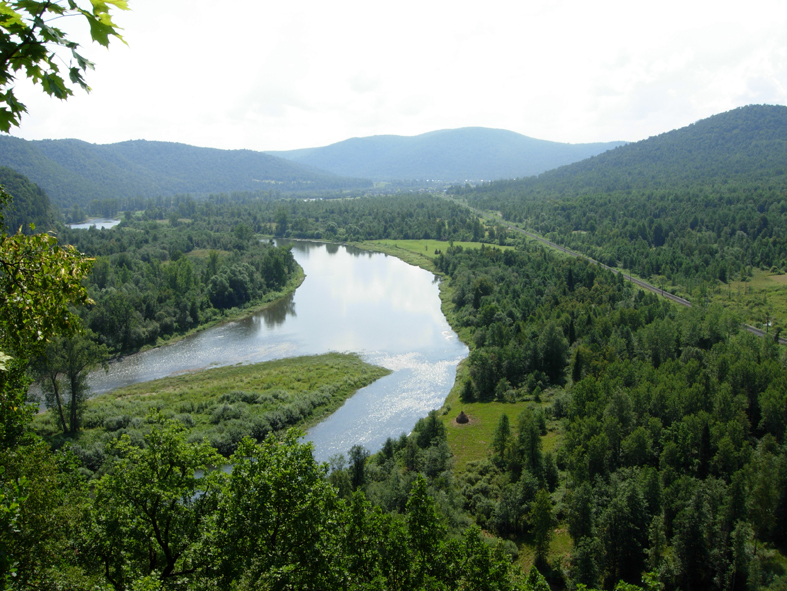
Річка Інзер у Бєлорєцькому районі Башкортостану.

Організований туризм у Республіці Башкортостан перебував у віданні організацій: з 1929 року — Башкирське товариство пролетарського туризму, з 1937 року — Вища рада з фізкультури та спорту при РНК Башкирської АРСР, із 1960 року — Туристсько-експлуатаційне управління БАРСР, із 1995 року — Державний комітет Республіки Башкортостан із фізичної культури, спорту і туризму (Держкомспорттуризм). У даний час — Агентство з туризму Республіки Башкортостан — республіканський орган виконавчої влади, що здійснює в межах своєї компетенції державну політику регулювання в галузі розвитку і підтримки туризму і туристської індустрії.

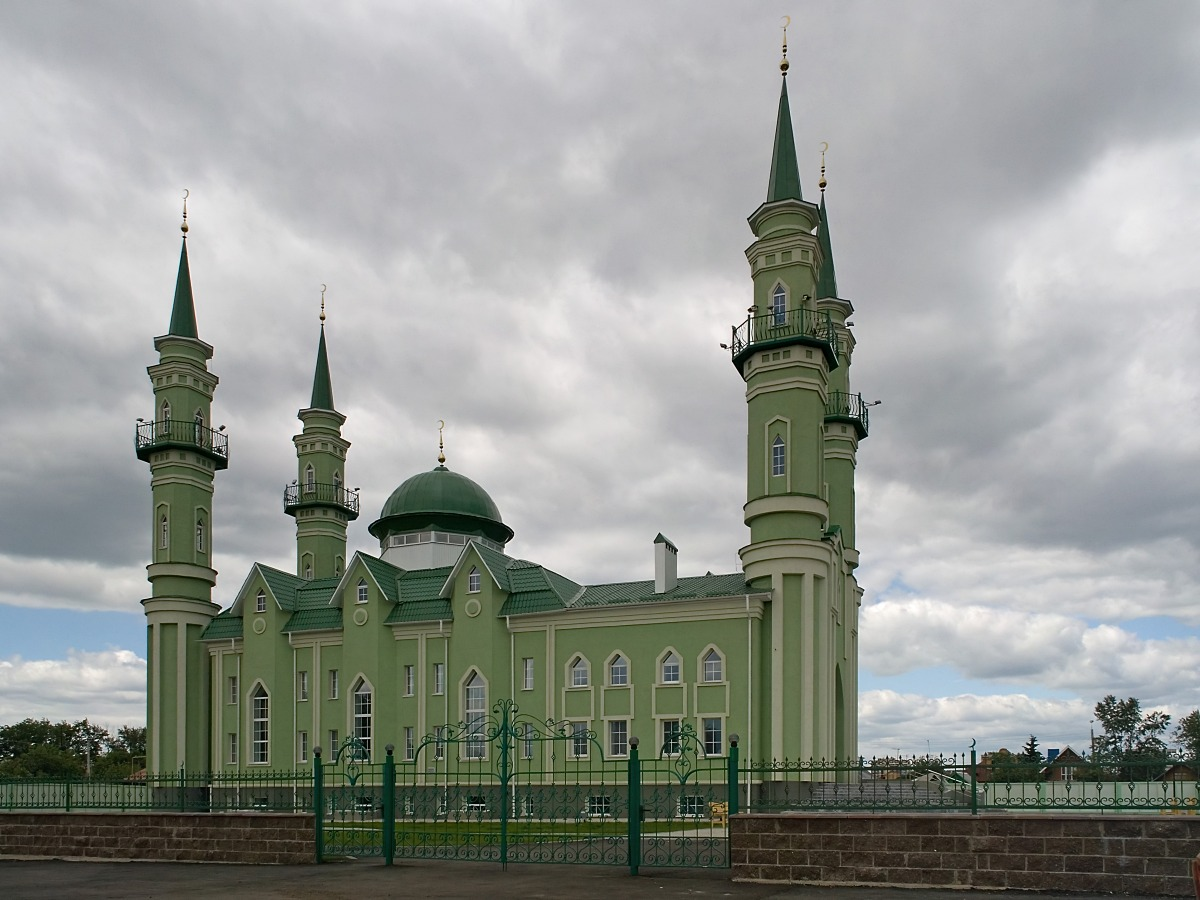
Стерлітамакська соборна мечеть.

Башкирська АРСР була одним з туристичних центрів СРСР:
- у 1960 році в Бєлорєцьку проходив II літній Всеросійський зліт туристів;
- у 1964 році в районі скелі Великий Ковпак — проходив Всеросійський комбінований зліт туристів;
- у 1976 році в селі Таш-Асти Гафурійського району — III Всеросійський зліт пішохідних туристів і в 1986 році Всеросійська першість туристичних контрольно-рятувальних служб (1989);
- у 1977 році біля села Мурадима Кугарчинського району — Всесоюзний комбінований зліт пішохідних туристів;
- у 1985 році поблизу села Макарово Ішимбайського району — II Всеросійський зліт спелеотуристів;
- у 1989 році в районі печери Кіндерле (Гафурійський район) проводилися Всесоюзні змагання спелеотуристів[2].

У 1997 році в Уфі відкрито музей туризму в Башкортостані при Туристсько-спортивному союзі республіки.

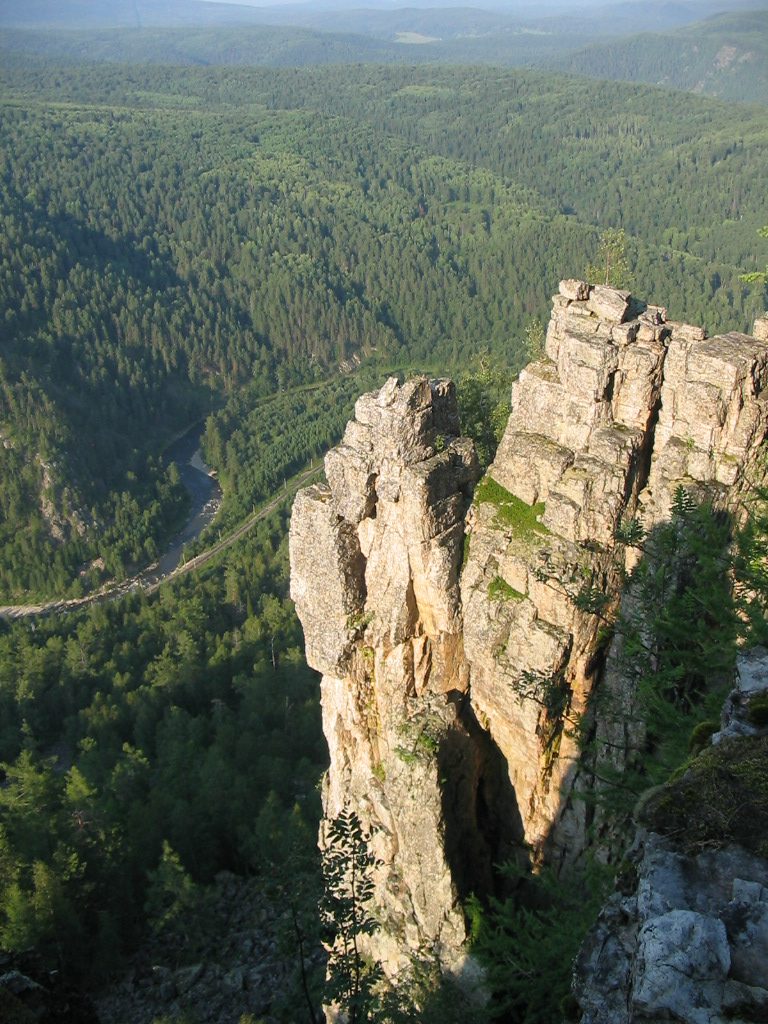
Айгир — скеля біля річки Інзер

## Туристичні ресурси

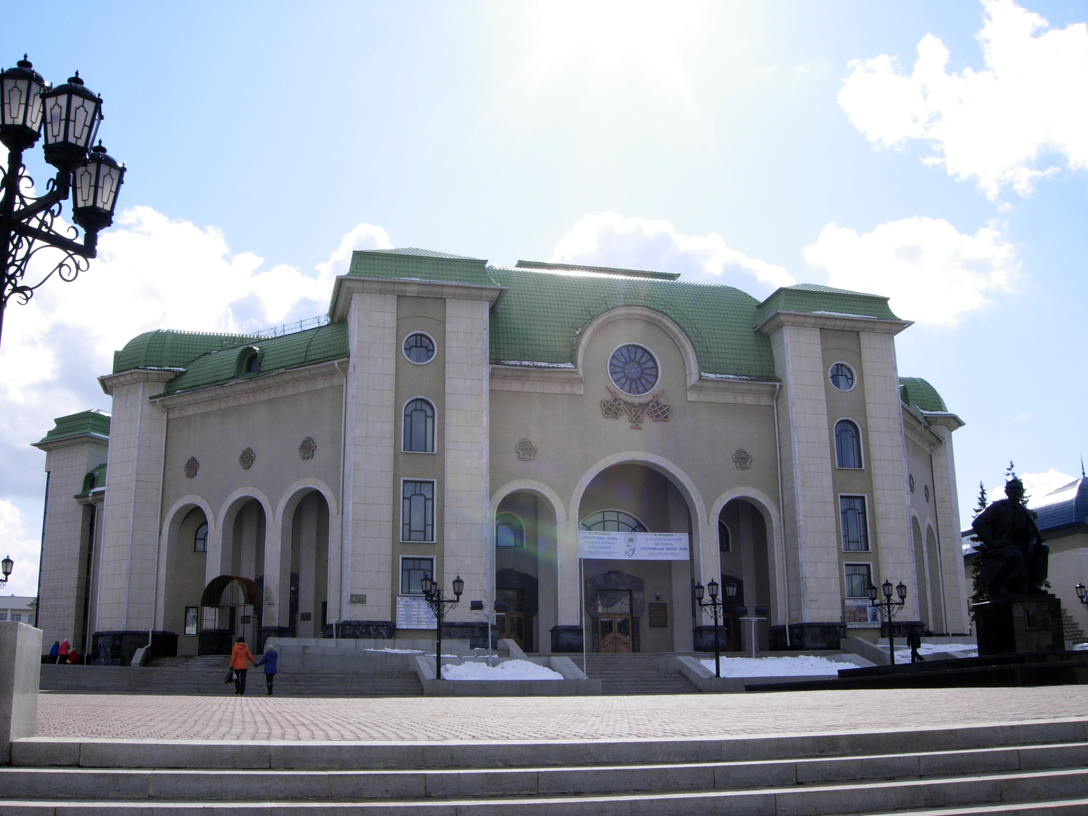
Башкирський академічний театр драми імені М. Гафурі

Серед галузей економіки Башкортостану істотну роль відіграє туризм. Завдяки різноманіттю природних ландшафтів Башкирію одні називають другою Швейцарією, помічаючи при цьому недоліки, серед яких недостатній розвиток туризму як індустрії, що приносить стабільний дохід, інші захоплюються незайманою природою примітних місць регіону, не порушеної туристичною індустрією.

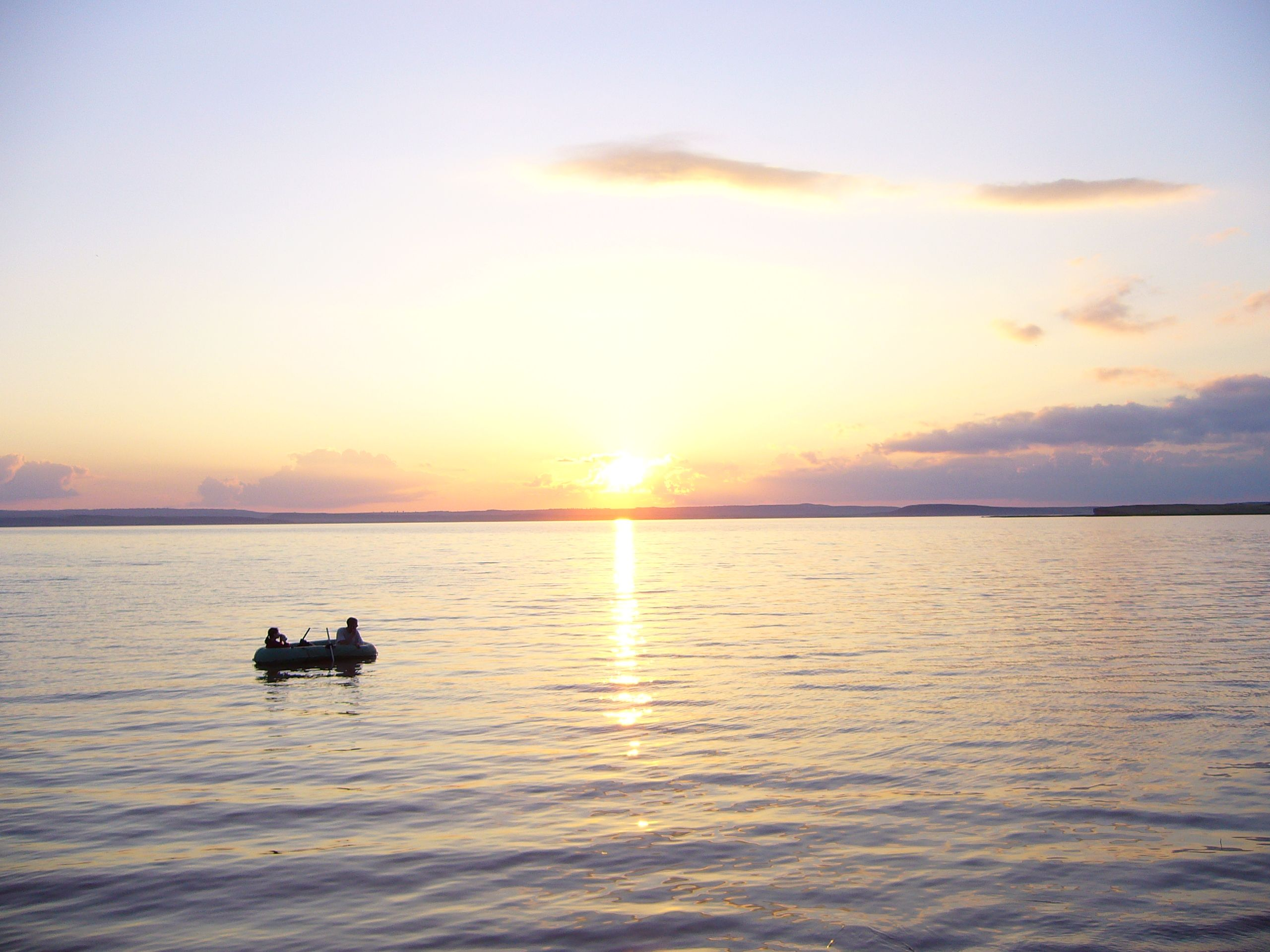
Асли-Куль — найбільше озеро в Башкортостані

Туристські ресурси Башкортостану: пам'ятники культури і мистецтва міст Уфи, Стерлітамака, Ішимбая, Салавата та ін.; близько 300 карстових печер; 600 річок, із найбільшою річкою Білою; 800 озер; хребти Уральських гір, які є найдавнішими гірськими утвореннями в Європі, включаючи найвищу вершину в республіці — гору Ямантау; три державних заповідника (Шульган-Таш, Башкирський заповідник, Південноуральський заповідник) і національний природний парк«Башкирія»).
На території Башкортостану сформувались абашевська культура, алакульська культура, межовська культура, петровська культура, приказанська культура, саргаринська культура, синташтинська культура, зрубна культура, турбинська культура, федоровська культура, черкаскульська культура бронзового століття. Близько 600 пам'ятників від 3‑го тис. до н. е. і до 1‑го тис. до н. е. відкрито в республіці і розташовано в басейні річок Ай, Білої, Дьоми, Ік, Ками, Уралу та ін
У республіці багато маршрутів різного характеру і рівня складності: доступні і спортивні сплави по річках, гірські одно — та багатоденні маршрути, велотреки, природні скелі для скелелазіння, зручні стежки для кінних прогулянок.
На озерах і водосховищах діють десятки туристичних баз та санаторіїв.
Нині у Башкортостані функціонує 31 санаторій («Асси», «Талкас», «Янган-Тау», «Красноусольский», «Чехово» та ін.), кожен з яких володіють своїми унікальними джерелами лікувальних вод і грязей, напрямками — кумисотерапією, іпотерапією та інші.
Гірськолижні курорти розташовані в Абзаково, на озері Банному і в інших місцях.
Унікальні печери Шульган-Таш із наскельними малюнками епохи палеоліту, Салаватською печера та ін.
Гірський масив Іремель вважається священним. Гори Шихан — Тратау, Шахтау, Юрактау і Куштау, сформовані з порід вапняку — колишні коралові рифи.
Павловське водосховище з можливістю для екстремального відпочинку взимку і влітку. Водоспади Атиш, Гадельша, Шарлама та інші приваблюють велику кількість туристів до республіки.

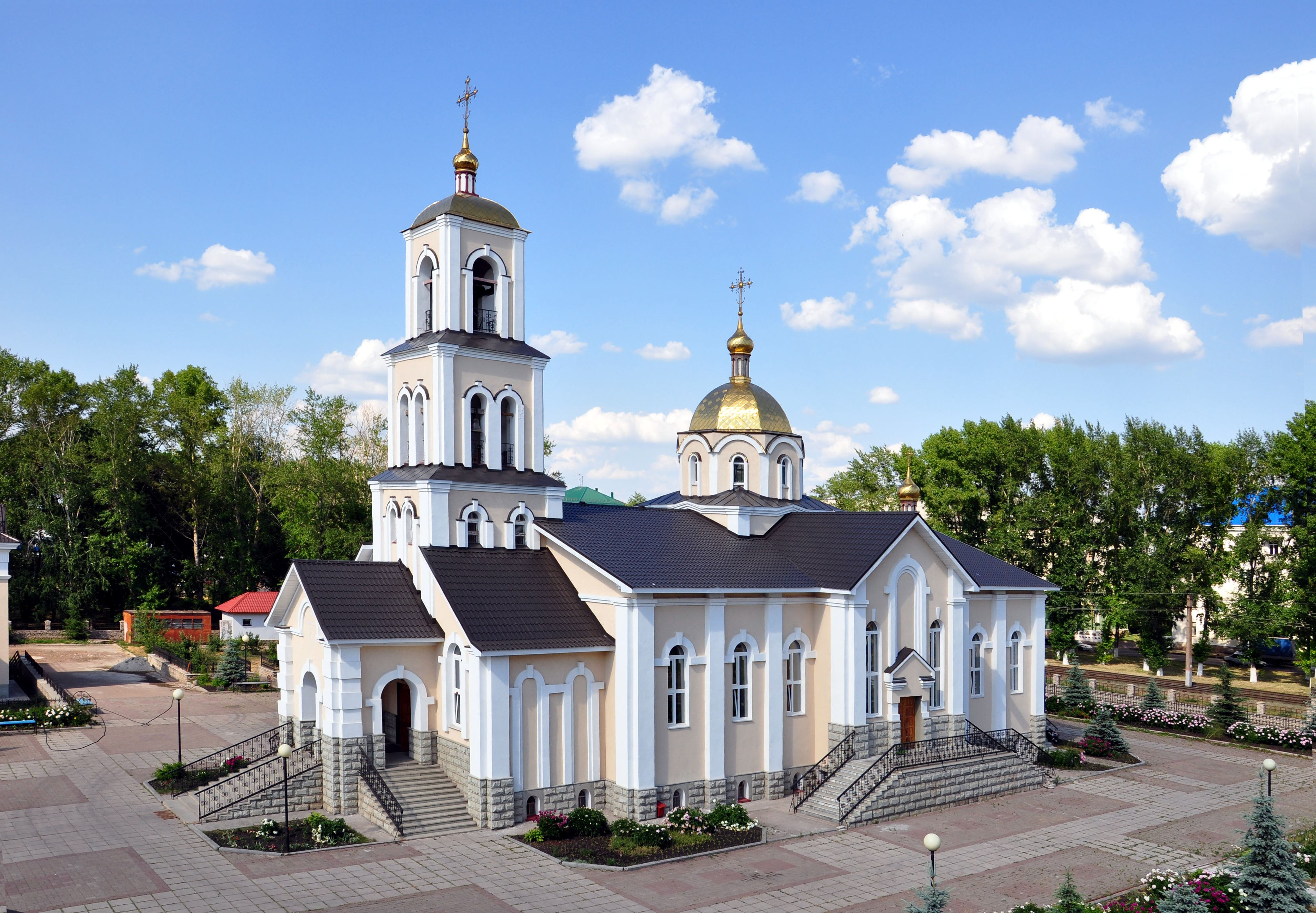
Свято-Успенський кафедральний собор у Салаваті

Православні храми та монастирі Башкортостану, мусульманські мечеті, включаючи мечеть «Суфія» в Кантюковці, — місця для паломництва віруючих.
Об'єктами паломництва православних віруючих на території республіки є: місця явища Березовської святителя Миколи Чудотворця ікони, Богородсько-Уфимської ікони Божої Матері, Табинськой ікони Божої Матері, а також Успенський Свято-Георгіївський чоловічий монастир, мощі блаженної Варвари в жіночому монастирі Святих Царських Страстотерпців, преподобної Зосими Еннатської в Марфо-Маріїнському жіночому монастирі, преподобного Мойсея у Свято-Сергієвському кафедральному соборі та ін

## Інфраструктура
Республіка має розвинену туристичну інфраструктуру у вигляді готелів, туристичних клубів, авіаційного, автомобільного, водного, гужового транспорту, гірських підйомників на гірських курортах і місцях гірськолижного спорту.

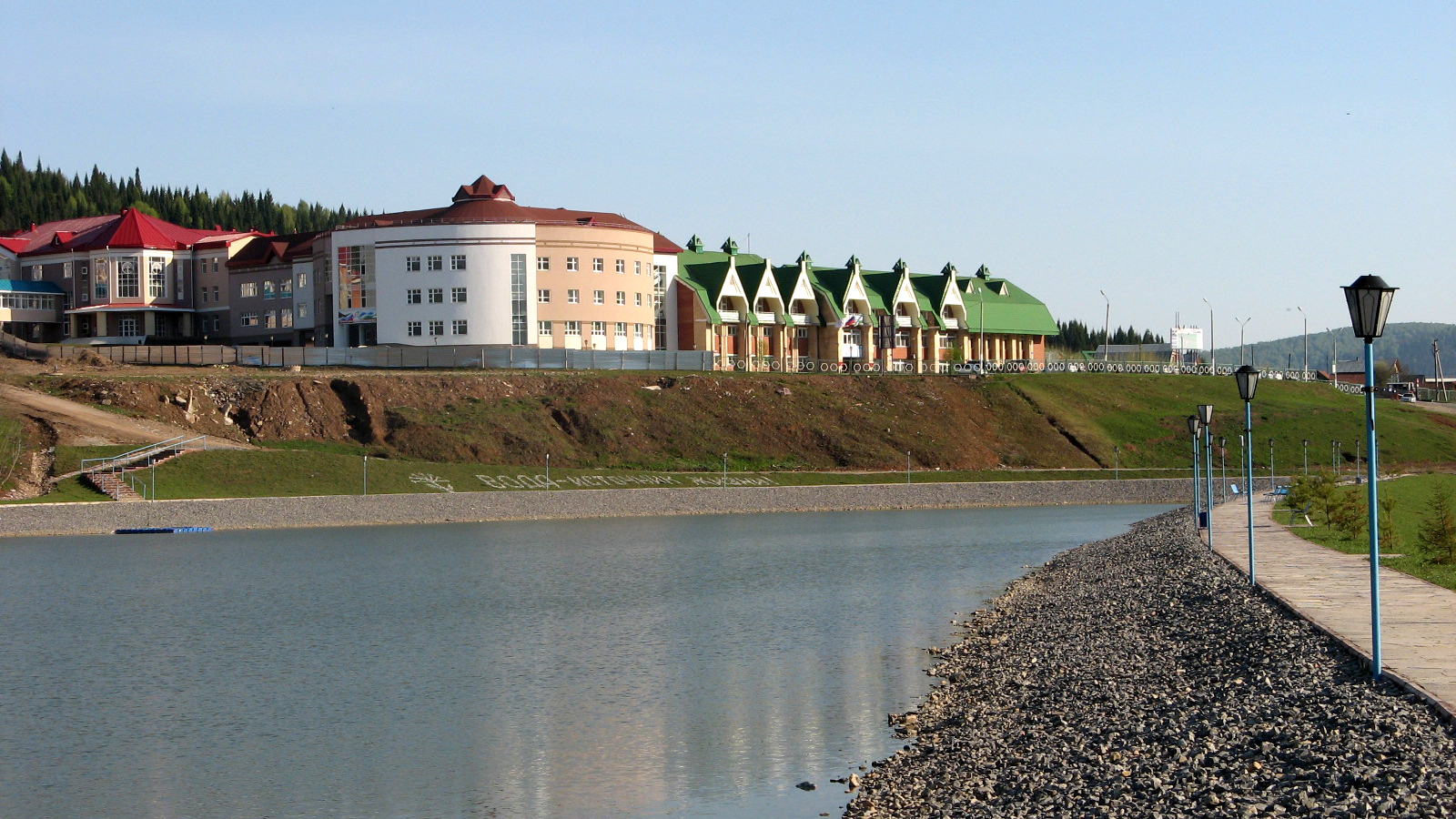
Санаторій Асси

## Види туризму
Кінно-санні маршрути на снігоходах «Буран», кінно-верхові маршрути. «Арський камінь» до початку 90-х років була єдиною турбазою в країні, яка приймала на кінні маршрути батьків з дітьми.

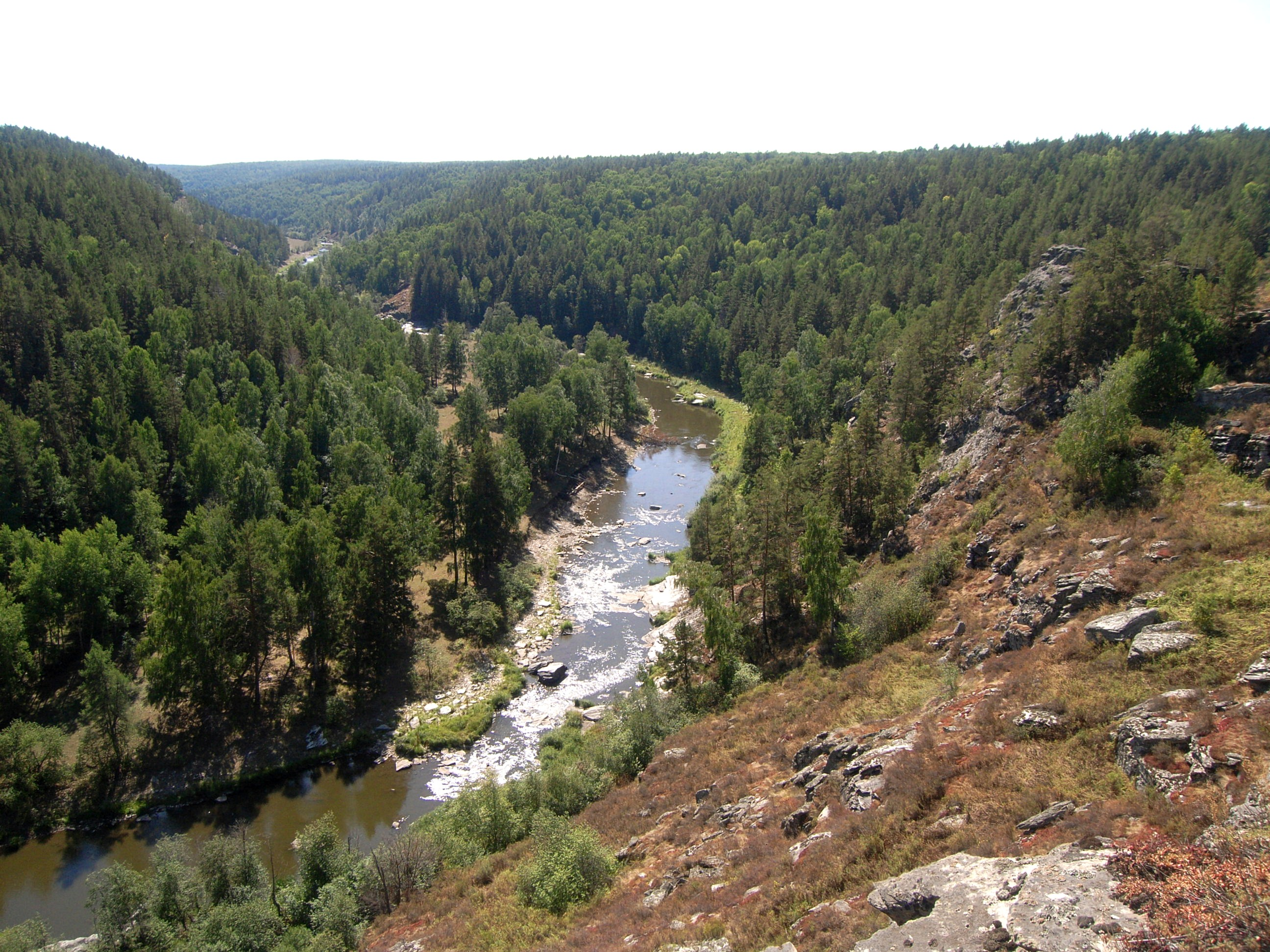
Річка Сакмара в Зілаїрському районі Башкортостану.

Поширений сплав туристів по річках Башкортостану (Інзер, Малий Інзер, Сакмара і за ін.) на гумових надувних плотах, каркасно-розбірних байдарках, катамаранах та інших видах туристичних суден.
Популярні також велосипедний, лижний, теплохідний, водномоторний, автомобільний, пішохідний види туризму. У республіці в 1995 році було 5 турбаз і 99 баз відпочинку.

Пам'ятник Салавату Юлаєву в Уфі — найбільша бронзова статуя в Європі

У 1992 році вперше був організований прийом іноземних туристів для зимового полювання на ведмедя. У Башкортостані створена широка інфраструктура іноземного туризму: представництво МЗС Росії в Уфі, міжнародний аеропорт, митниця, готелі «Росія», «Аврора» та ін.
Останнім часом розвиваються нові напрями туризму, як екотуризм, рибний, екстремальний та соціальний туризм. 2018 року з'явився краєзнавчий туристичний маршрут «Башкирська навколосвітня подорож», аналога якому поки що немає ні в одному із регіонів Російської Федерації. За прогнозами організаторів, він буде сприяти розвитку автовеломототуризму в республіці.

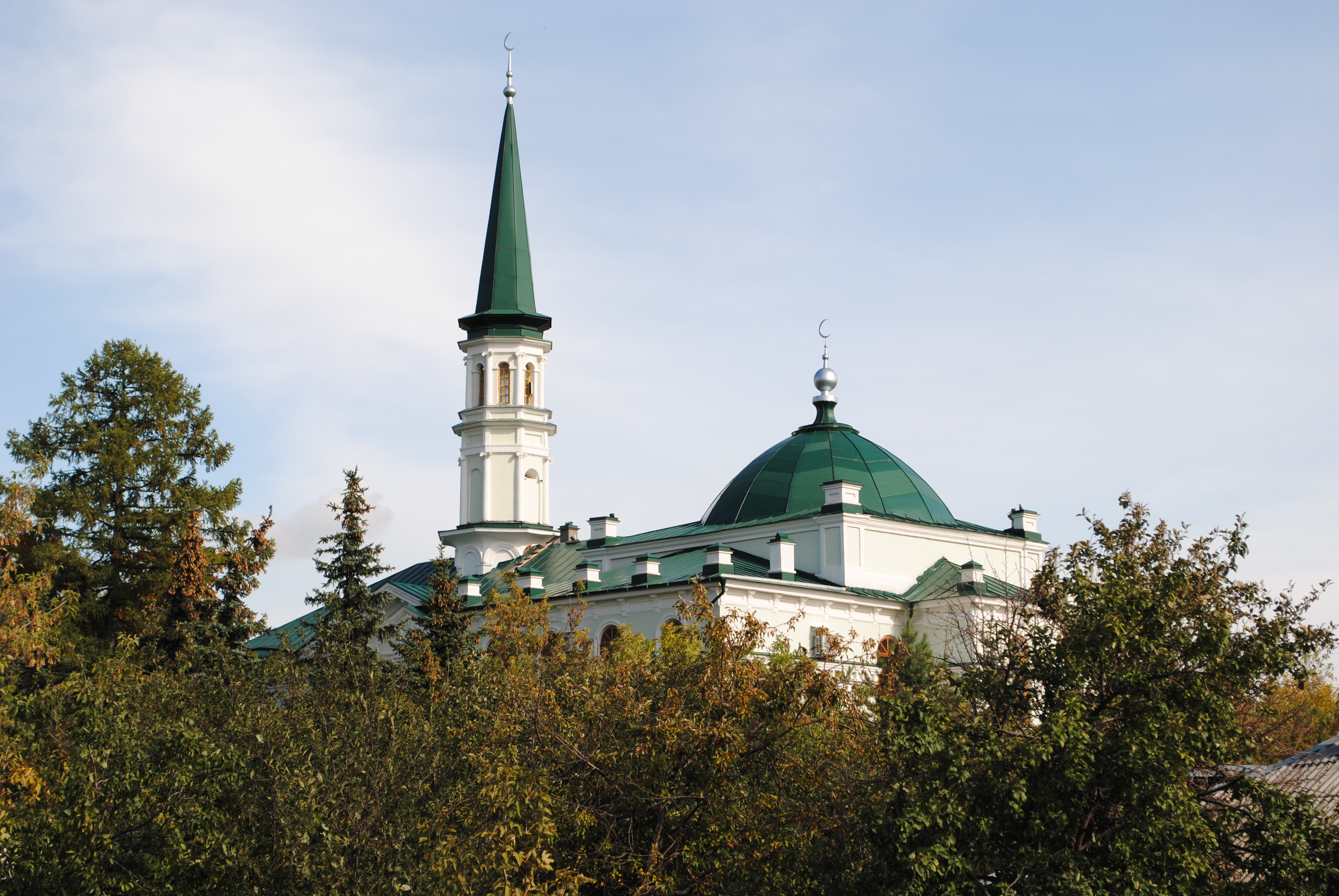
Перша соборна мечеть Уфи — найстаріша мечеть республіки. Побудована в 1830 році.

## Організації

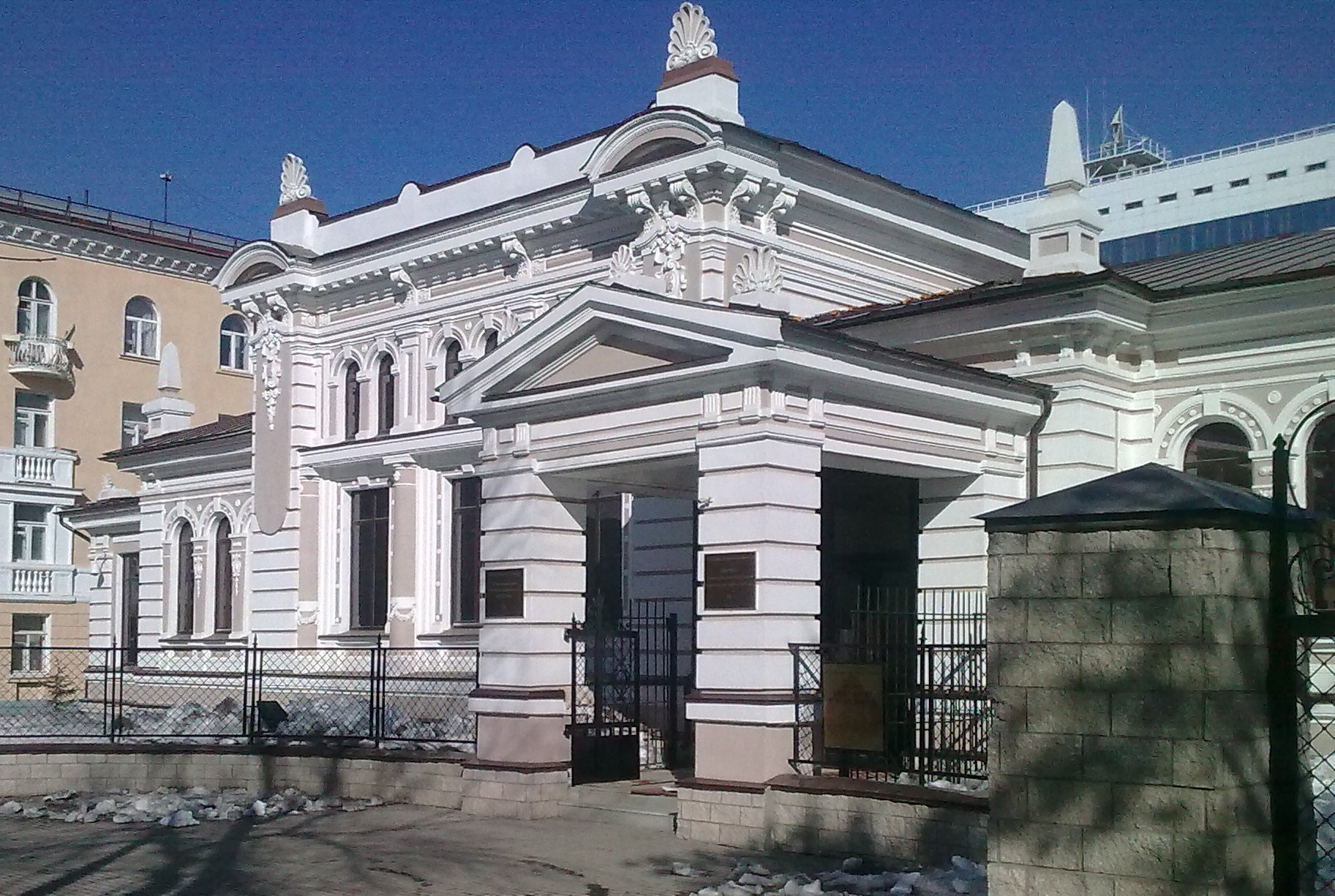
Музей археології та етнографії (Уфа)

Агентство з туризму Республіки Башкортостан — республіканський орган виконавчої влади, здійснює в межах своєї компетенції державну політику регулювання в галузі розвитку та підтримки туризму і туристської індустрії.

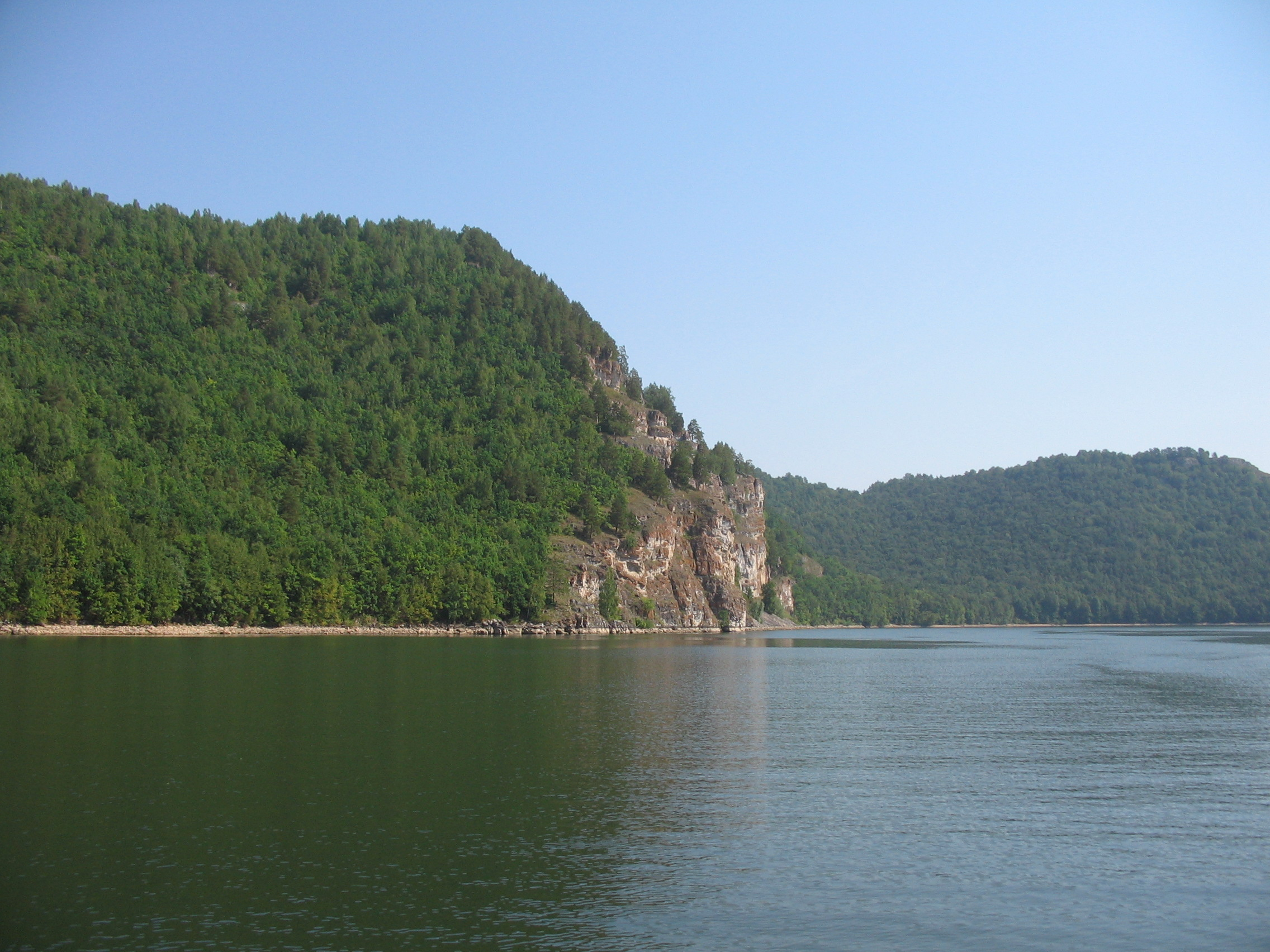
Нугушське водосховище.

Агентство створено 19 грудня 2012 у відповідно указу Президента Республіки Башкортостан від 24 жовтня 2012 року № УП-407 «Стосовно заходів щодо вдосконалення структури виконавчих органів державної влади Республіки Башкортостан» замість Державного комітету Республіки Башкортостан з підприємництва і туризму в сфері туризму. Новостворене агентство діє на підставі Положення, затвердженого постановою Уряду Республіки Башкортостан від 18 грудня 2012 року № 459 «Про затвердження Положення про Агентство з туризму Республіки Башкортостан».

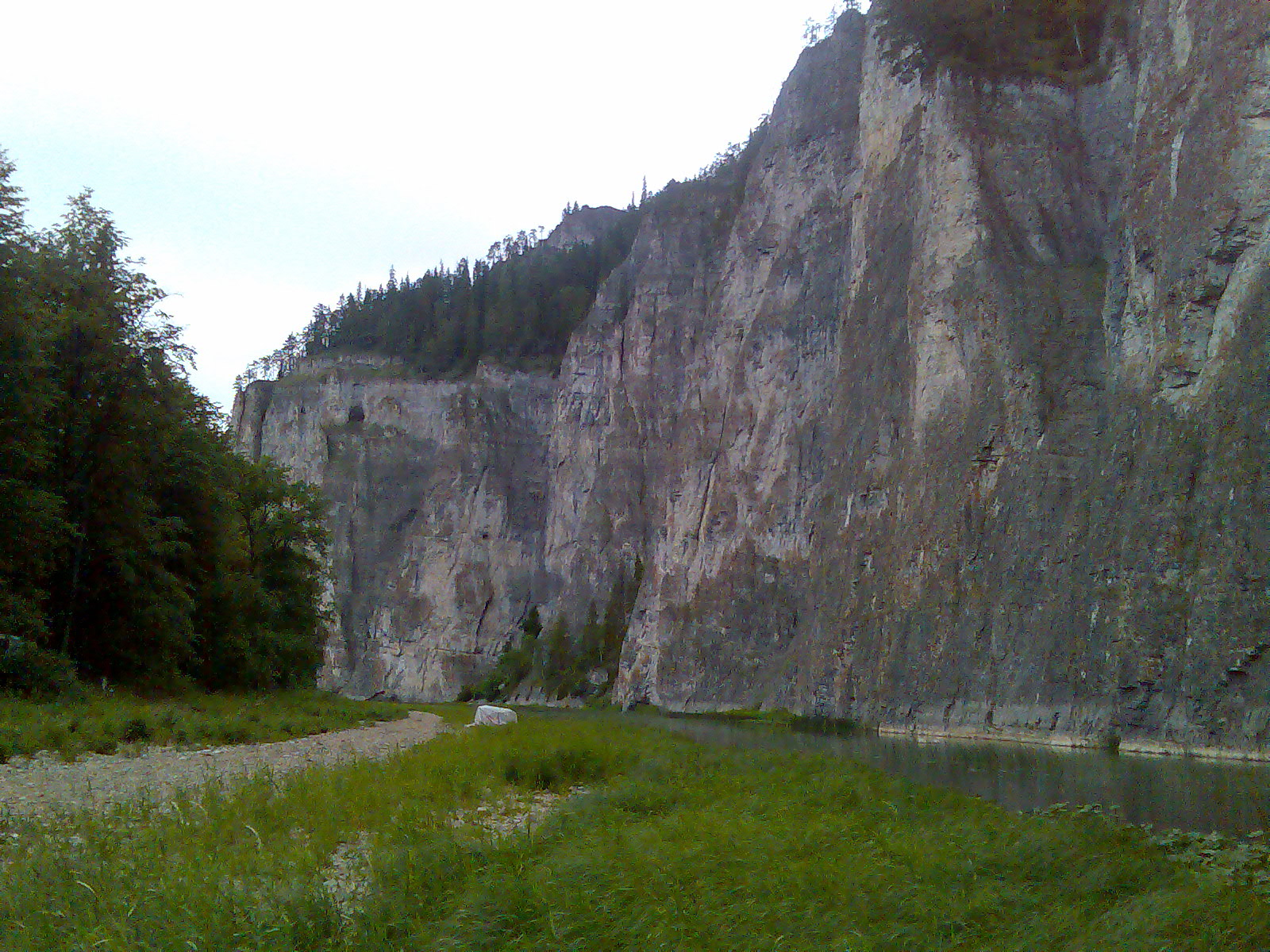
Скеля Мамбет і річка Зілім

Ключові напрями діяльності та завдання агентства:
- створення і розвиток на території Башкортостану конкурентоспроможного туристично-рекреаційного комплексу;
- підвищення інвестиційної привабливості туристичної індустрії;
- просування республіканського турпродукту в рамках довгострокової цільової програми «Розвиток внутрішнього і в'їзного туризму в Республіці Башкортостан на 2012—2016 роки», затвердженої постановою Уряду Республіки Башкортостан від 7 червня 2012 року № 185.

У цілях підвищення доступності інформації про туристичні визначні пам'ятки Республіки Башкортостан Агентство реалізує Інтернет-портал «Bashkiria.travel», а також «Центр розвитку туризму і відпочинку РБ». У рамках створення Інтернет-порталу організований знімальний процес із використанням технології сферичної знімання за допомогою безпілотного вертольота. Відзнятий матеріал розміщено на порталі з робочою назвою «Віртуальний Башкортостан».
У республіці щорічно проводиться організована відправка віруючих до Саудівської Аравії для здійснення хаджу. Паломництво здійснюється через туроператорів: Благодійний Хадж Фонд (ЦДУМ Росії) і «Урал-Хадж» (від Ради муфтіїв Росії). Із виділених для Росії Саудівською Аравією квот у 3200 паломників, на РБ припадає 370 місць.

### Соціальний туризм
Агентство реалізує напрямок соціального туризму — підготовлено проєкт Підпрограми «Розвиток соціального туризму в Республіці Башкортостан» на 2013—2016 роки, який був погоджений з усіма зацікавленими відомствами. Загальний обсяг фінансування Підпрограми передбачав 228,6 млн рублів, що давав можливість скористатися туристськими послугами 28 000 пенсіонерам, інвалідам та вихованцям дитячих будинків.

## Перспективи розвитку галузі
У даний час визначено сім кластерів, що слугують основою для перспективного розвитку туризму в Башкортостані. Три райони утворили туристично-рекреаційну зону «Урал», де буде створено туристичний комплекс міжнародного класу, що спеціалізується на зимових видах спорту та відпочинку і на деяких оригінальних літніх видах. Заплановано, що «Урал» будуть відвідувати до 1,5 млн туристів щорічно.